# 岡山県道・兵庫県道368号吉永下徳久線
岡山県道・兵庫県道368号吉永下徳久線（おかやまけんどう・ひょうごけんどう368ごう よしながしもとくさせん）は、岡山県備前市から兵庫県佐用郡佐用町に至る一般県道である。

## 概要
岡山県備前市吉永町吉永中から兵庫県佐用郡佐用町下徳久に至る。

### 路線データ
- 起点：岡山県備前市吉永町吉永中（吉永交差点、岡山県道・兵庫県道96号岡山赤穂線交点、岡山県道261号穂浪吉永停車場線上）
- 終点：兵庫県佐用郡佐用町下徳久（国道179号交点）
- 実延長：32.6 km[要出典]（岡山県 16.8 km[1]・兵庫県 - km）

## 歴史
- 2006年（平成18年）
  - 3月31日 - 岡山県告示第199号により岡山県側の路線認定。
  - 4月1日 - 兵庫県告示第418号の2により兵庫県側の路線認定。

前身は、岡山県道・兵庫県道368号吉永南光線。佐用郡の全4町（上月町・佐用町・南光町・三日月町）の対等合併により南光町が消滅したため路線名称が変更された。

## 路線状況

### 重複区間
- 岡山県道261号穂浪吉永停車場線（岡山県備前市吉永町吉永中・吉永交差点（起点） - 備前市吉永町吉永中）
- 兵庫県道・岡山県道90号赤穂佐伯線（備前市吉永町都留岐）
- 国道373号（兵庫県佐用郡佐用町円光寺 - 佐用郡佐用町久崎・久崎交差点）

### 道路施設

#### 主な橋梁
- 岡山県
  - 大杉谷大橋（備前市吉永町）：延長145m、幅員7.0 m、八塔寺川に架橋[2]。
  - 八塔寺大橋（備前市吉永町）：延長130 m、幅員7.0 m、八塔寺川に架橋[2]。

#### トンネル
- 岡山県
  - 火打坂トンネル（ひうちざかトンネル）：延長 237 m[3]、1984年（昭和59年）竣工、備前市吉永町

## 地理

### 通過する自治体
- 岡山県
  - 備前市
- 兵庫県
  - 佐用郡佐用町

### 交差する道路
| 交差する道路                                                                | 都道府県名 | 市町村名 | 市町村名 | 交差する場所           | 交差する場所      |
| --------------------------------------------------------------------------- | ---------- | -------- | -------- | ---------------------- | ----------------- |
| 岡山県道・兵庫県道96号岡山赤穂線 岡山県道261号穂浪吉永停車場線 重複区間起点 | 岡山県     | 備前市   | 備前市   | 吉永町吉永中           | 吉永交差点 / 起点 |
| 岡山県道261号穂浪吉永停車場線 重複区間終点                                  | 岡山県     | 備前市   | 備前市   | 吉永町吉永中           |                   |
| 岡山県道・兵庫県道385号高田上郡線                                           | 岡山県     | 備前市   | 備前市   | 吉永町高田             | [ 注釈 1 ]        |
| 兵庫県道・岡山県道90号赤穂佐伯線 重複区間起点                               | 岡山県     | 備前市   | 備前市   | 吉永町都留岐（つるぎ） |                   |
| 兵庫県道・岡山県道90号赤穂佐伯線 重複区間終点                               | 岡山県     | 備前市   | 備前市   | 吉永町都留岐           |                   |
| 岡山県道426号多麻滝宮線                                                     | 岡山県     | 備前市   | 備前市   | 吉永町多麻             |                   |
| 兵庫県道451号西新宿上郡線                                                   | 兵庫県     | 佐用郡   | 佐用町   | 西新宿                 | [ 注釈 2 ]        |
| 国道373号 重複区間起点                                                      | 兵庫県     | 佐用郡   | 佐用町   | 円光寺                 |                   |
| 国道373号 重複区間終点                                                      | 兵庫県     | 佐用郡   | 佐用町   | 久崎                   | 久崎交差点        |
| 兵庫県道449号多賀相生線                                                     | 兵庫県     | 佐用郡   | 佐用町   | 多賀                   |                   |
| 兵庫県道225号播磨徳久停車場線                                               | 兵庫県     | 佐用郡   | 佐用町   | 下徳久（しもとくさ）   | 徳久駅前交差点    |
| 国道179号                                                                   | 兵庫県     | 佐用郡   | 佐用町   | 下徳久                 | 終点              |

### 交差する鉄道
- 山陽本線
- 智頭急行智頭線
- 姫新線

### 沿線
- 備前市役所 吉永総合支所
- 備前市立吉永中学校
- 神根郵便局
- 八塔寺川ダム
- 八塔寺ふるさと村
- 八塔寺
- 千種川
- 智頭急行智頭線 久崎駅
- たつの警察署
  - 久崎駐在所
  - 中島駐在所
- 中安簡易郵便局
- JR西日本姫新線 播磨徳久駅
- 佐用町立上津中学校